# Mirosław Drozd
Mirosław Drozd (ur. 10 maja 1951 w Szczecinie) – polski trener pływania, który doprowadził Mateusza Sawrymowicza i Przemysława Stańczyka do tytułów mistrza świata.

## Życiorys
W młodości uprawiał pływanie w barwach Arkonii Szczecin, jego trenerami byli Lucjan Graczyk i Michał Knausz. W 1969 rozpoczął studia w Wyższej Szkole Wychowania Fizycznego w Poznaniu, trenował tam pływanie w klubie AZS Poznań pod opieką Mariana Tuliszki. W 1973 ukończył studia w Akademii Wychowania Fizycznego w Poznaniu (WSWF przekształcono w AWF z dniem 1 stycznia 1973). Po studiach pracował jako trener w klubie Stal Stocznia Szczecin, następnie w Miejskim Klubie Pływackim w Szczecinie (powstałym w 1999). Pracował także z olimpijską reprezentację Polski podczas Igrzysk Olimpijskich w Barcelonie (1992), Atenach (2004) i Pekinie (2008). Jego zawodnikami byli m.in. Dariusz Jarzyna, Agnieszka Zalewska, Anna Kaczmarczyk oraz olimpijczycy Marta Włodkowska, Katarzyna Baranowska, Mateusz Sawrymowicz, Przemysław Stańczyk i Filip Zaborowski. Jego największymi sukcesami było mistrzostwo świata M. Sawrymowicza i P. Stańczyka w 2007 oraz trzykrotne mistrzostwo Europy K. Baranowskiej na krótkim basenie (2005 – dwa złote medale i 2006).

## Odznaczenia i wyróżnienia
- Srebrny Krzyż Zasługi (2005)[4]
- Złota Odznaka Honorowa Gryfa Zachodniopomorskiego (2012)[5]
- Najlepszy trener województwa zachodniopomorskiego w plebiscycie Kuriera Szczecińskiego (trzykrotnie: 2007, 2008, 2013)[6][7][8]